# Martin Baumbach
Martin Baumbach (* 11. Oktober 1979 in Ueckermünde; † 25. Oktober 2023 in Rothemühl) war ein deutscher Kraftsportler.

## Leben
2005 wurde er Dritter in der Gewichtsklasse bis 125 Kilogramm bei den Weltmeisterschaften des Global Powerlifting Committee (GPC) im Bankdrücken. Weitere Erfolge bei GPC-Weltmeisterschaften erreichte er 2006 mit einem vierten Platz und 2007 mit einem zweiten Platz. 2008 wurde er dann in der Gewichtsklasse bis 110 Kilogramm mit einem Ergebnis von 282,5 Kilogramm GPC-Weltmeister. Im gleichen Jahr startete er auch bei den Weltmeisterschaften der World United Amateur Powerlifting (WUAP) und wurde dort Vizeweltmeister. 2009 wurde er bei der WUAP-Weltmeisterschaft Weltmeister.
Baumbach nahm auch an mehreren GPC-Europameisterschaften in der Gewichtsklasse bis 125 Kilogramm teil. 2006 wurde er Dritter, 2007 und 2008 jeweils Vierter.
2010 wurde er mit 285 Kilogramm deutscher Meister im Bankdrücken.
2009 durfte sich Baumbach in Anerkennung seines sportlichen Erfolgs als Kraftsportler bei der Weltmeisterschaft in das Goldene Buch der Stadt Magdeburg eintragen. Er verstarb überraschend im Alter von 44 Jahren.